# 에타 린네만
에타 린네만(Eta Linnemann, 1926년 10월 19일 오스나브뤼크 ~ 2009년 5월 9일 레어)은 독일의 개신교 신학자였다. 말년에 그녀는 스승인 루돌프 불트만의 신학에서 완전히 벗어났다.

## 삶
에타 린네만은 1948년 10월부터 1953년 7월까지 마르부르크 대학교, 튀빙겐 대학교, 괴팅겐 대학교에서 개신교 신학을 공부했다. 그녀는 1953년 8월과 1957년 8월에 각각 첫 번째와 두 번째 국가고시를 통과했다. 하노버 복음주의 루터교회는 린네만에게 종교 교육을 위한 성경 본문 해석을 의뢰했다. 이 작업에서 그녀의 예수 비유에 대한 박사 논문인 'Gleichnisse Jesu, Einführung und Auslegung'이 나왔고, 이 논문으로 그녀는 1961년 7월 베를린-첼렌도르프 교회대학에서 신학 박사 학위를 수마 쿰 라우데로 받았다.
1961년부터 1966년까지 그녀는 베를린-첼렌도르프의 교회 봉사 세미나에서 가르쳤고, 1967년에는 브라운슈바이크 공과대학교의 방문 교수로 임명되었다. 1970년 2월, 에타 린네만은 마르부르크 대학교에서 루돌프 불트만과 에른스트 푹스와 함께 수난 이야기에 대한 연구를 진행했다. 1971년 8월 10일, 그녀는 마르부르크 필립스 대학교 신학부에서 신약학 명예 교수직을 받았다. 다음 해, 브라운슈바이크 공과대학교는 그녀를 신학 및 종교 교육 방법론 학과장으로 임명했다. 린네만은 국제 학회인 세계신약학회의 회원이었다.
1977년 회심을 경험한 후, 린네만은 1978년 역사비평학을 부인하고 독자들에게 자신의 이전 출판물을 파기할 것을 요청하며 파문을 일으켰다. 1983년부터 60세의 나이로 독일에 인도네시아로 떠나 바투에 있는 인도네시아 선교 공동체 신학대학교에서 목사들을 훈련시켰다. 2007년에 그녀는 에른스트 케제만과 익명의 목격자를 인용하며, 루돌프 불트만이 임종 직전에 자신의 비판적 견해를 철회했다고 언급했다.
에타 린네만은 말년을 레어의 로가 지구에서 보냈다.

## 영향
린네만은 마르코 복음 우선설을 거부하고 공관복음서의 독립성 가설을 선호했다. 린네만의 견해 중 보수적인 영어권 학자들, 특히 F. 데이비드 파넬 사이에서 지지를 받은 것은, 그녀가 공관복음서에 대한 Q 자료를 거부하고 신명기 19장 15절의 유대인 요구 사항, 즉 "두세 증인의 증언으로 모든 사실이 확정될 것"이라는 설명을 따른 것이다.

## 선별된 출판물
- Bibel oder Bibelkritik? (성경 또는 성경 비평?), Nuremberg 2007
- Historical Criticism of the Bible: Methodology or Ideology? Reflections of a Bultmannian Turned Evangelical, (Robert W Yarbrough 번역), Grand Rapids 2001, Kregel Publications, ISBN 978-0-8254-3095-4
- Gibt es ein synoptisches Problem? (공관복음서 문제가 있는가?), Nuremberg 1999, 4판 개정. 3판은 영어로 번역됨.
- Wissenschaft oder Meinung? (과학 또는 의견?), Nuremberg 1999, 2판 확장
- Bibelkritik auf dem Prüfstand. (시험대의 성경 비평), Nuremberg 1998, 1판
- Studien zur Passionsgeschichte. (수난 이야기 연구), Göttingen, 1970
- Gleichnisse Jesu - Einführung und Auslegung. (예수 비유 - 서론과 해석), Göttingen 1964, 3판 증보